# Derrick Jensen

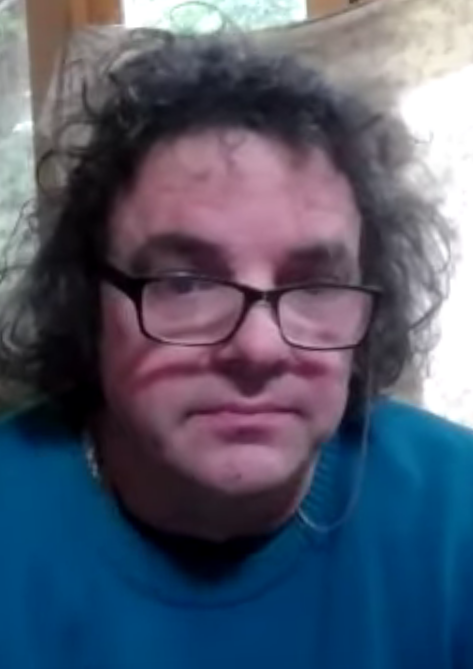
Derrick Jensen (2020)

Derrick Jensen, född 19 december 1960, är en amerikansk författare, miljöaktivist och medgrundare av Deep Green Resistance bosatt i Kalifornien, USA. Han är mest känd i Sverige för att ha skrivit en rad böcker som kritiserar dagens samhälle, framför allt det västerländska. Hans mest kända bok är kanske A Language Older Than Words. Utöver författarskapet föreläser han också på de teman han behandlar i sina böcker och har även undervisat i kreativt skrivande på Pelican Bay Statefängelset och universitetet i Eastern Washington.
Jensen är kritisk till det industriella samhället och anser att det är ohållbart och destruktivt. Han uppmanar människor genom sina föreläsningar och böcker att hjälpa till med att riva civilisationen och stoppa förstörelsen som kommer i dess väg. Jensen kallas ibland anarkist eller anarko-primitivist.
Jensens bok Endgame handlar om det han beskriver som civilisationens ohållbarhet. I boken ställer han frågan: "Tror du att den här kulturen frivilligt kommer att förändra sig till en vettig och hållbar livsstil?". Nästan alla han frågar svarar nej. 
Jensen skriver oftast i första person och väver in personliga upplevelser med citerade fakta för att bygga sina argument. Hans böcker är skrivna som berättelser utan en linjär eller hierarkisk struktur. Han delar inte upp det han skriver i olika avsnitt kretsande kring ett ämne. Istället är de som samtal där han hoppar mellan olika tanketrådar. 